# Органічні напівпровідники
Органі́чні напівпровідники́ — органічні сполуки із характерною для напівпровідників залежністю провідності від температури й освітлення. 

## Загальний опис
Тверда органічна речовина у кристалічному або аморфному стані, що проявляє напівпровідникові властивості, тобто провідність її менша, ніж у металів, але більша за провідність
діелектриків (10-10—10-4Ом-1·см-1). Такі властивості мають полімери з розвиненою системою кон'югації, полімерні комплекси з переносом заряду, координаційні полімери, біополімери. Носіями струму в полімерних напівпровідниках можуть бути як електрони (n-провідники), так і дірки (р-провідники). Утворення носіїв струму визначається розподілом електронних станів за енергіями. За будовою це, зазвичай, поліциклічні сполуки із ненасиченими зв'язками. Органічні напівпровідники в аморфному стані належать до аморфних напівпровідників.
Провідність органічних напівпровідників лежить у дуже широких межах — питомий опір коливається від 10 до 1016 Ом·см. Органічні напівпровідники можуть бути як n-типу, так і p-типу. Домішки в них не відіграють настільки суттєвої ролі, як у неорганічних напівпровідниках. Рухливість носіїв заряду на кілька порядків нижча ніж у кремнію чи германію.

## Класифікація
За будовою органічні напівпровідники можна розбити на кілька груп (для кожної категорії наведені приклади)
- Молекулярні кристали
  - Антрацен
  - Нафталін
  - Пентацен
- Молекулярні комплекси
  - Антрацен-калій
  - Антрацен-натрій
  - Перилен-йод
- Металоорганічні комплекси
  - Фталоціанін міді
  - Фталоціанін калію
- Полімерні напівпровідники
  - Поліацетилен
  - Поліфенілен
  - Політіофен
- Пігменти
  - Індиго
  - Радамін

Часто вживають терміни малі молекули і полімери, виділяючи всього дві групи.

## Застосування
В порівнянні зі звичайними неорганічними напівпровідниками органічні напівпровідники дешеві, добре утворюють плівки, можуть бути гнучкими. Цими факторами зумовлений інтерес до них електронної промисловості, незважаючи на значно гіршу провідність.
Органічні напівпровідники використовуються в фотокопіювальних машинах, принтерах, огранічних світлодіодах, детекторах ядерного випромінювання. Ведуться дослідження з метою використання органіки в сонячних елементах.

## Цікаві факти
У 2000 році Алан Гіґер, Алан Макдіармід і Хідекі Сіракава отримали Нобелівську премію з хімії за відкриття провідних полімерів, що викликало обурення в наукових колах, оскільки аналогічні ефекти спостерігалися раніше.